# 永胜遗址
永胜遗址，位于中国吉林省敦化市江东乡永胜村，为一个省级文物保护单位，类型为古遗址，公布时间为1999年2月26日。该文物保护单位由敦化市文物管理所管理。
永胜遗址的历史年代为渤海、金。